# بیسمارک فریرا
بیسمارک ده آراخو فریرا (زاده 12 ژوئیه ۱۹۹۳)، بازیکن فوتبال اهل برزیل است که در پست وینگر برای القادسیه بازی می‌کند.

## افتخارات
Remo
- Campeonato Paraense: ۲۰۱۵